# Chassy (Saône-et-Loire)
Pour les articles homonymes, voir Chassy.
Chassy est une commune française située dans le département de Saône-et-Loire, en région Bourgogne-Franche-Comté.

## Géographie

### Climat
Pour des articles plus généraux, voir Climat de la Bourgogne-Franche-Comté et Climat de Saône-et-Loire.
En 2010, le climat de la commune est de type climat océanique dégradé des plaines du Centre et du Nord, selon une étude du Centre national de la recherche scientifique s'appuyant sur une série de données couvrant la période 1971-2000. En 2020, Météo-France publie une typologie des climats de la France métropolitaine dans laquelle la commune est exposée à un climat océanique altéré et est dans la région climatique Centre et contreforts nord du Massif Central, caractérisée par un air sec en été et un bon ensoleillement.
Pour la période 1971-2000, la température annuelle moyenne est de 10,7 °C, avec une amplitude thermique annuelle de 16,7 °C. Le cumul annuel moyen de précipitations est de 896 mm, avec 12,4 jours de précipitations en janvier et 7,6 jours en juillet. Pour la période 1991-2020, la température moyenne annuelle observée sur la station météorologique de Météo-France la plus proche, « Saint-Yan », sur la commune de Saint-Yan à 20 km à vol d'oiseau, est de 11,5 °C et le cumul annuel moyen de précipitations est de 772,4 mm. 
La température maximale relevée sur cette station est de 41,7 °C, atteinte le 31 juillet 1983 ; la température minimale est de −24,2 °C, atteinte le 9 janvier 1985,,.
Les paramètres climatiques de la commune ont été estimés pour le milieu du siècle (2041-2070) selon différents scénarios d'émission de gaz à effet de serre à partir des nouvelles projections climatiques de référence DRIAS-2020. Ils sont consultables sur un site dédié publié par Météo-France en novembre 2022.

## Urbanisme

### Typologie
Au 1er janvier 2024, Chassy est catégorisée commune rurale à habitat dispersé, selon la nouvelle grille communale de densité à sept niveaux définie par l'Insee en 2022.
Elle est située hors unité urbaine. Par ailleurs la commune fait partie de l'aire d'attraction de Gueugnon, dont elle est une commune de la couronne,. Cette aire, qui regroupe 12 communes, est catégorisée dans les aires de moins de 50 000 habitants,.

### Occupation des sols
L'occupation des sols de la commune, telle qu'elle ressort de la base de données européenne d’occupation biophysique des sols Corine Land Cover (CLC), est marquée par l'importance des territoires agricoles (76,9 % en 2018), une proportion sensiblement équivalente à celle de 1990 (76,5 %). La répartition détaillée en 2018 est la suivante : prairies (65,8 %), forêts (22,5 %), zones agricoles hétérogènes (11,1 %), zones urbanisées (0,7 %). L'évolution de l’occupation des sols de la commune et de ses infrastructures peut être observée sur les différentes représentations cartographiques du territoire : la carte de Cassini (XVIIIe siècle), la carte d'état-major (1820-1866) et les cartes ou photos aériennes de l'IGN pour la période actuelle (1950 à aujourd'hui).

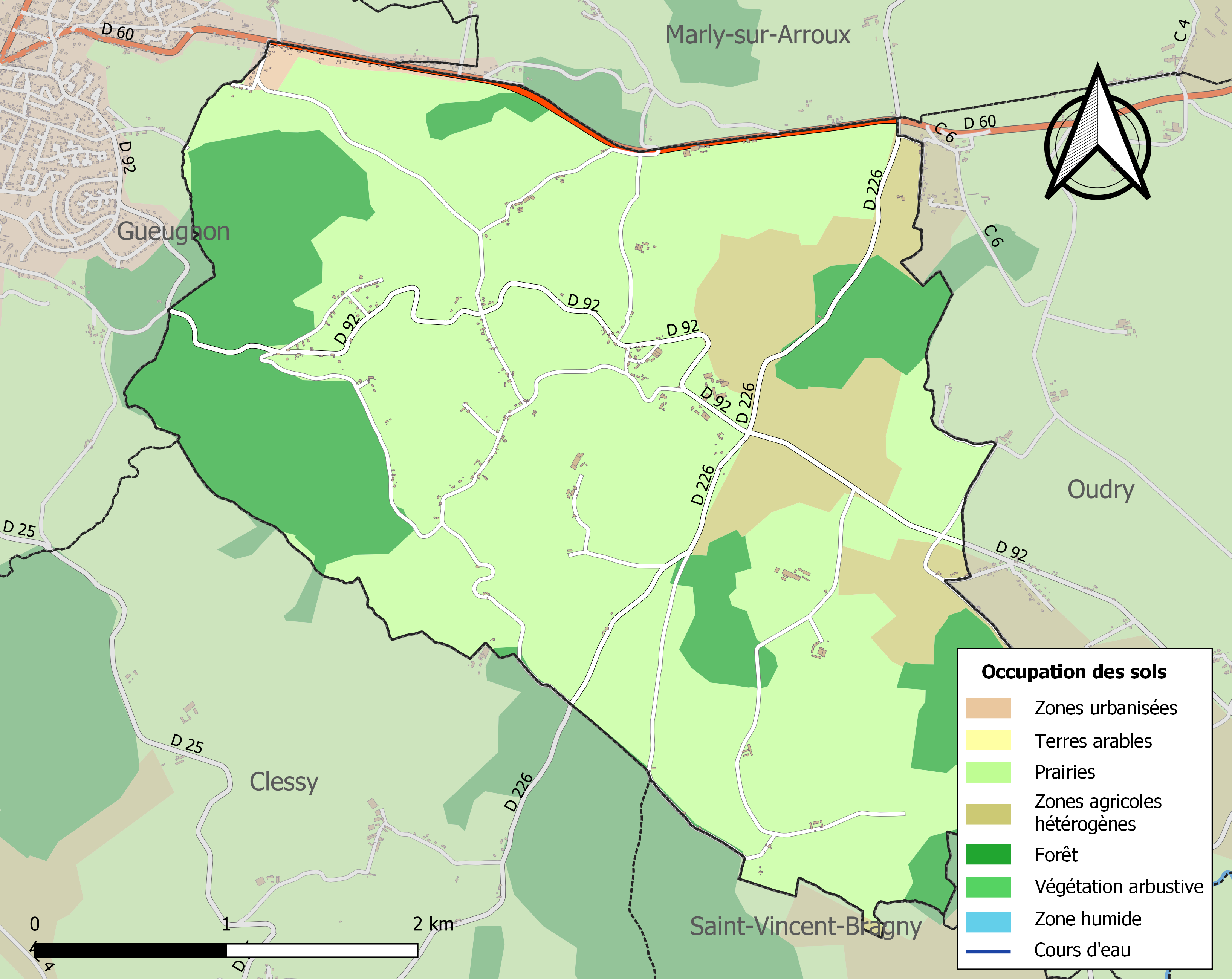
Carte des infrastructures et de l'occupation des sols de la commune en 2018 (CLC).

## Histoire
C'est en avril 1164, que le pape Alexandre III, réfugié en France, donne une bulle à l'abbaye de Saint-Martin d'Autun, confirmant le patronage de l'église au bénéfice de cette abbaye : « Ecclesiam de Chariaco ».
1804 : Chassy est l'une des premières communes de Saône-et-Loire à être cadastrée, conformément aux dispositions de l’arrêté du 12 brumaire an XI établissant le premier système de cadastre dit « par masse de culture » (il s'agissait d’établir la nature des cultures présentes sur le territoire des communes sans introduire toutefois de découpage entre les parcelles, l'administration se chargeant de faire coïncider les déclarations des propriétaires et les superficies concernées).

## Politique et administration
| Période                                  | Période   | Identité               | Étiquette | Qualité |
| ---------------------------------------- | --------- | ---------------------- | --------- | ------- |
| 1983                                     | mars 1995 | Jean Rameau            |           |         |
| 1995                                     | mars 1996 | André Pautonnier       |           |         |
| 1996                                     | mars 2008 | Jeanne Berlaud         |           |         |
| mars 2008                                | en cours  | Simone Bonacchi-Vezant |           |         |
| Les données manquantes sont à compléter. |           |                        |           |         |

## Démographie
L'évolution du nombre d'habitants est connue à travers les recensements de la population effectués dans la commune depuis 1793. Pour les communes de moins de 10 000 habitants, une enquête de recensement portant sur toute la population est réalisée tous les cinq ans, les populations de référence des années intermédiaires étant quant à elles estimées par interpolation ou extrapolation. Pour la commune, le premier recensement exhaustif entrant dans le cadre du nouveau dispositif a été réalisé en 2007.

En 2022, la commune comptait 296 habitants, en évolution de −6,92 % par rapport à 2016 (Saône-et-Loire : −1,06 %, France hors Mayotte : +2,11 %).
| 1793 | 1800 | 1806 | 1821 | 1831 | 1836 | 1841 | 1846 | 1851 |
| ---- | ---- | ---- | ---- | ---- | ---- | ---- | ---- | ---- |
| 272  | 325  | 347  | 381  | 404  | 481  | 540  | 565  | 570  |

| 1856 | 1861 | 1866 | 1872 | 1876 | 1881 | 1886 | 1891 | 1896 |
| ---- | ---- | ---- | ---- | ---- | ---- | ---- | ---- | ---- |
| 579  | 555  | 562  | 595  | 593  | 529  | 502  | 487  | 490  |

| 1901 | 1906 | 1911 | 1921 | 1926 | 1931 | 1936 | 1946 | 1954 |
| ---- | ---- | ---- | ---- | ---- | ---- | ---- | ---- | ---- |
| 439  | 452  | 430  | 365  | 357  | 346  | 329  | 343  | 323  |

| 1962 | 1968 | 1975 | 1982 | 1990 | 1999 | 2006 | 2007 | 2012 |
| ---- | ---- | ---- | ---- | ---- | ---- | ---- | ---- | ---- |
| 328  | 355  | 352  | 327  | 340  | 342  | 353  | 354  | 333  |

| 2017 | 2022 | - | - | - | - | - | - | - |
| ---- | ---- | - | - | - | - | - | - | - |
| 313  | 296  | - | - | - | - | - | - | - |

## Culture locale et patrimoine

### Lieux et monuments
- Château de Chassy.
- Église Saint-Pierre-ès-Liens, XIe siècle.

### Personnalités liées à la commune
- L'ingénieur Joseph Archer (né à Charolles 1883-1957), inventeur du canon Archer de 1915, a longtemps résidé à Chassy où sa belle-famille Révillon possédait un grand domaine foncier et agricole.

### Héraldique
| Blason de Chassy | Blason  | D'azur à la fasce d'or accompagnée de trois étoiles du même. |
| Blason de Chassy | Détails | Adopté par la municipalité.                                  |

## Pour approfondir